# Kenneth Jonassen
Kenneth Jonassen (Herning, 3 luglio 1974) è un ex giocatore di badminton danese.

## Palmarès

### Europei
- 6 medaglie:
  - 1 oro (Herning 2008 nel singolare)
  - 4 argenti (Sofia 1998 nel singolare; Malmö 2002 nel singolare; Ginevra 2004 nel singolare; Den Bosch 2006 nel singolare)
  - 1 bronzo (Glasgow 2000 nel singolare)

### Thomas Cup
- 5 medaglie:
  - 2 argenti (2004; 2006)
  - 3 bronzi (1998; 2000; 2002)